# Idetemya
Idetemya è una circoscrizione rurale (rural ward) della Tanzania situata nel distretto di Misungwi, regione di Mwanza. Conta una popolazione di 15 387 abitanti (censimento 2012).